# Club Hrotsvit
Der Club Hrotsvit war eine schweizerische Kultur- und Künstlerinnenvereinigung.
Er wurde 1932 von der Luzerner Schriftstellerin Agnes von Segesser (1884–1964) und der Aargauer Juristin, Frauenrechtlerin und Redaktorin beim Schweizerischen Katholischen Frauenbund SKF Hilde Vérène Borsinger (1897–1986) als «Schweizerischer Verein künstlerisch und wissenschaftlich tätiger Frauen» gegründet. Der Name der Organisation nimmt Bezug auf die frühmittelalterliche Dichterin Hrotsvit von Gandersheim.
Zur Vereinsleitung zählten in der Anfangszeit neben Agnes von Segesser und Hilde Vérène Borsinger auch die Schriftstellerin Catherine Bürcher-Cathrein aus Brig, Rosa Louis aus St. Gallen, Sophie Fischer aus Luzern, Marie-Louise Herking aus Bern, die Frauenrechtlerin Elisabeth Binz-Winiger aus Bern, die Redaktorin Flora Laetizia Lusser aus Luzern, Rosa Maria Lusser aus Zug, Anna Oesch aus Zürich, Alice Reymond aus Freiburg, die Schriftstellerin Anna Richli aus Luzern, Erika Schubiger aus Churwalden sowie Annina Volonterio aus Locarno.
Die Organisation wirkte als Treffpunkt katholischer Frauen aus allen Landesteilen der Schweiz. Sie gab eine eigene Vereinszeitschrift heraus und bot ihren Mitgliedern eine Plattform für den überregionalen Austausch und vermittelte den Kontakt zu Medien und Ausstellungsorten.
Nach der Auflösung des Club Hrotsvit gelangte dessen Vereinsarchiv 2009 in die Zentral- und Hochschulbibliothek Luzern.

## Weitere bekannte Mitglieder des Club Hrotsvit
- Hadwig von Arx (1881–1970), Lehrerin und Bibliothekarin, Solothurn
- Marie Cécile Bell (1899–1963), Bildhauerin, Luzern
- Barbara Borsinger (1892–1972), Flüchtlingshelferin, Genf
- Alice Briod (1904–1989), Lausanne, Leiterin des Auslandschweizersekretariats in Bern
- Lucia Corridori (1899–1976), Sängerin, Luzern
- Hedwig Egger-von Moos (1880–1965), Kerns
- Ilse Franke-Oehl (1881–1938), Schriftstellerin
- Marie-Mathilde Freuler-Bühler (1911–2016), Redaktorin und Feministin, Basel
- Anna Hegner (1881–1963), Musikerin, Basel
- Olga Kaiser (1897–1947), Schriftstellerin, Biberist
- Rosalie Küchler-Ming (1882–1946), Schriftstellerin, Sarnen
- Jeanne Niquille (1894–1970), Archivarin, Freiburg
- Marie Odermatt-Lussy (1891–1971), Schriftstellerin und Volkskundlerin, Stans
- Anna Richli (1884–1954), Luzern
- Anna Sartory (1882–1976), Redaktorin, St. Gallen
- Leni Staffelbach (1905–1974), Lehrerin und Lyrikerin, Sursee
- Gabriele von Wartensleben (1870–1953), Lehrerin, Psychologin, Basel

## Publikationen
- Mitteilungen Club Hrotsvit (Archivbestand im Staatsarchiv Luzern)
- Kunst und Frau. Informationsblatt, 1967–2008.
- Agathe Müller, Marianne Eigenheer (Red.): Eine gelbe und eine violette Frau. Katalog zur Ausstellung in der Kornschütte im Rathaus Luzern 23.7.–13.8.1977. Verlag Club Hrotsvit. Luzern 1977
- 70 Jahre Club Hrotsvit. Jubiläumsausstellung Schloss Wyher bei Luzern. 2001.